# Bernhard Bohmeier
Bernhard Bohmeier (* 23. Februar 1916; † 15. April 1982 in Mainz) war ein deutscher Politiker. Von 1954 bis 1969 war er Landrat des Landkreises St. Goarshausen. Anschließend war er von 1970 bis 1981 Leiter der Abteilung 8 – Katastrophenschutz und Zivile Verteidigung – beim Ministerium des Innern und für Sport des Landes Rheinland-Pfalz.

## Leben und Wirken
Bohmeier begann nach dem Schulabschluss 1937 die Laufbahn eines Verwaltungsoffiziers der Marine. Nach der Rückkehr aus dem Zweiten Weltkrieg erwarb er durch ein Studium an der Verwaltungsakademie Speyer 1948 die Befähigung für den höheren Verwaltungsdienst. Im Anschluss an eine Referententätigkeit in der Staatskanzlei wurde er 1954 zum Landrat des Landkreises St. Goarshausen (ab 1961 Loreleykreis) ernannt, der 1969 im Zuge einer Kreisreform aufgelöst wurde. Ab 1970 bis 1974 übernahm er als Leitender Ministerialrat und von 1974 bis 1981 als Ministerialdirigent die Leitung der Abteilung Katastrophenschutz und Zivile Verteidigung im Innenministerium Rheinland-Pfalz. Bohmeier wurde im Februar 1981 pensioniert und verstarb etwa ein Jahr später im Alter von 66 Jahren.